# Boronia spathulata
Boronia spathulata är en vinruteväxtart som beskrevs av John Lindley. Boronia spathulata ingår i släktet Boronia och familjen vinruteväxter. Inga underarter finns listade i Catalogue of Life.